# Cypr na Letnich Igrzyskach Paraolimpijskich 2008
Cypr na Letnich Igrzyskach paraolimpijskich w Pekinie reprezentowało 9 zawodników.

## Medale

### Złoto
- Karolina Pelendritou - pływanie, 100 metrów stylem klasycznym - SB12

### Srebro
- Antonis Aresti - lekkoatletyka, 200 metrów - T46
- Antonis Aresti - lekkoatletyka, 400 metrów - T46

### Brąz
- Karolina Pelendritou - pływanie, 200 metrów stylem zmiennym - SM12